# Paljuv
Paljuv – wieś w Chorwacji, w żupanii zadarskiej, w gminie Novigrad. W 2011 roku liczyła 371 mieszkańców.